# 飽浦信胤
飽浦 信胤（あくら のぶたね）は、南北朝時代の武将。

## 生涯
備前国児島郡飽浦を本拠とした豪族。細川定禅の家臣として足利尊氏に味方して活動。備中国征討や京都での戦い等で功を挙げる。
尊氏の重臣高師秋とお才の局を巡って対立し、延元4年/暦応2年（1339年）頃に南朝方に寝返った。後に細川師氏の家臣となり、小豆島肥土荘を得た。正平17年/康安2年/貞治元年（1362年）の細川清氏と細川頼之の戦いである白峰合戦に参加した以降の消息は不明である。
小豆島の伝承では北朝方との戦に敗れて討ち死にしたとされる。お才の局との恋物語は小豆島ではよく知られており、地元の踊り（安田踊り）や農村歌舞伎の演目として現在も伝えられている。
伝承によると、信胤には娘の音姫がいたとされ、音姫神社に祀られている。

## 系図
```
佐々木盛綱

　　┃
 　
信實
　安元二年生
　　┃
 　
時秀
　正治元年正月生
　　┃
 
東郷胤時
　嘉禎元年九月生
　　┃
 
飽浦胤泰
　
    ┃
```

　飽浦高信
　　 ┃
```
 飽浦信胤　正和五年八月十日生　文和二年六月十三日於江州討死
```